# 喜马拉雅鸭茅
喜马拉雅鸭茅（学名：Dactylis glomerata subsp. himalayensis）为鸭茅属鸭茅的一个亚种。

## 扩展阅读
- 維基物種上的相關：喜马拉雅鸭茅